# Peter Rodgers Melnick
Peter Rodgers Melnick (* 24. Juli 1958) ist ein US-amerikanischer Komponist.

## Biografie
Peter Rodgers Melnick ist der Sohn des Filmproduzenten Daniel Melnick und dessen Ehefrau Linda Rodgers. Sein Großvater ist der mit 20 Oscars ausgezeichnete Komponist Richard Rodgers. Er ist außerdem der Neffe der Autorin und Komponistin Mary Rodgers. Er wuchs in New York City auf und besuchte die The Choate School. Anschließend studierte er am Harvard College, der Berklee College of Music, der Guildhall School of Music and Drama und Jazz mit Jaki Byard. 1987 debütierte Melnick als Filmkomponist mit der Musik zu der von Dan Peterson inszenierten Horrorkomödie Vampir Party. Seine bekanntesten Filmmusiken waren die zu L.A. Story und Only You.

## Filmografie (Auswahl)
- 1987: Vampir Party (Vampire Knights)
- 1989: Die nackte Bombe II (Get Smart, Again!)
- 1990: Der KGB, der Computer und ich (The KGB, the Computer and Me)
- 1991: Die Super-Gang (Bad Attitudes)
- 1991: L.A. Story
- 1991: Verdammte des Südens (Convicts)
- 1992: First Lady im Zwielicht (Running Mates)
- 1992: Only You
- 1993: 12:01
- 1993: Arctic Blue
- 1995: Unter Anklage – Der Fall McMartin (Indictment: The McMartin Trial)
- 1996: Schutzlos ausgeliefert (No One Could Protect Her)
- 1997: Das große Zittern (Jitters)
- 1997: Ein Abschied für immer? (Time to Say Goodbye?)
- 1997: Liebe aus zweiter Hand (The Only Thrill)
- 1997: Stunden der Gewalt (Every 9 Seconds)
- 2006: Die verrückte Reise der Pinguine (Farce of the Penguins)